# Баханалије
Баханалије - у грчко-римској религији, сви фестивали вина посвећени богу Бахусу (Дионису). Вероватно воде порекло од обреда плодности. Баханалије су одржаване и на југу Италије и у Риму. Познате су и као дионизије, како је у ствари право име ових светковина које су се прославиле у старој Грчкој.
Данас се често користе као метафора за раскалашене забаве или оргије на којима саучесници конзумирају велике количине алкохолних пића.